# Departamento de Valdivia
| Departamento de Valdivia  | Departamento de Valdivia                                             |
| ------------------------- | -------------------------------------------------------------------- |
| Cabecera:                 | Valdivia                                                             |
| Superficie:               | km²                                                                  |
| Habitantes:               | hab                                                                  |
| Densidad:                 | hab/km²                                                              |
| Comunas/ Subdelegaciones: | - Valdivia - Corral - Lanco - Mariquina - Lagos - Panguipulli (1946) |
| Ubicación                 |                                                                      |
|                           |                                                                      |

| Departamento de Valdivia | Departamento de Valdivia |
| ------------------------ | --- |
| Cabecera:                | Valdivia |
| Superficie:              | 13.536 km² (1897) |
| Habitantes:              | 39.674 hab (1895) |
| Densidad:                | 2,9 hab/km² (1895) |
| Subdelegaciones:         | - 1a Las Mercedes - 2a San Francisco - 3a La Teja - 4a Corral - 5a Chaihuin - 6a Angachilla - 7a Calle-Calle - 8a Quinchilca - 9a Macó - 10a Pichoy - 11a Cabo Blanco - 12a San José de la Mariquina - 13a Toltén - 14a Pitrufquén - 15a Queule |
| Municipalidades:         | - capital departamental: - Valdivia - otras municipalidades (1891): - Corral (1891) - Quinchilca (1891) - San José (1891) - Toltén (1891) - Lanco (1917)                                                                                        |
| Ubicación                | |
|                          | |

El Departamento de Valdivia es una antigua división territorial de Chile, que pertenecía a la Antigua Provincia de Valdivia. Su cabecera fue Valdivia. Con la Ley de 12 de marzo de 1887, que crea la Provincia de Malleco y Provincia de Cautín, se integran las subdelegaciones Toltén, Pitrufquén y Queule, provenientes del antiguo Departamento de Imperial de la Provincia de Arauco. 
De la división del Departamento, se crea el Departamento de Villarrica. 
De acuerdo al DFL 8582, "el Departamento de Valdivia conservará los límites que le asignó el decreto-ley N.o 354, de 17 de marzo de 1925, modificados por la parte Norte, en el cual le servirá de límite la línea descrita como límite Sur del departamento de Villarrica, por el número anterior;" 
Esto es: 
"* Al Norte, la línea de cumbres que limita por el Sur la hoya hidrográfica del lago Villarrica, desde la frontera argentina hasta el volcán Villarrica; y la línea de cumbres que limita por el Norte las hoyas hidrográficas del lago Calafquén y el río Leufucade, desde el volcán Villarrica hasta el origen del estero Cudico; el estero Cudico, desde su origen hasta su desembocadura en el río Cruces; el río Cruces, desde la desembocadura del estero Cudico hasta la desembocadura del río Quilén o Quitraco; el río Quitraco o Quilén, desde su desembocadura en el río Cruces hasta su confluencia con la quebrada Lingue; la quebrada Lingue, desde el confluencia con el río Quilén o Quitraco, hasta su origen; la línea de cumbres, desde su origen de la quebrada Lingue, hasta el origen de la quebrada Honda de Ringán en el cerro Tripayante; la quebrada Honda de Ringán desde su origen hasta su confluencia con el río Lingue o Mehuín, y el río Lingue o Mehuín, desde su confluencia con la quebrada Honda de Ringán, hasta su desembocadura en el Océano Pacífico."
Finalmente, el Departamento de Valdivia fue suprimido en la década de 1970, con la implementación de la Nueva División Político Administrativa.

## Límites
El Departamento de Valdivia limitaba, en 1852:
- al norte con la Provincia de Arauco (Departamento de Arauco y Departamento de Nacimiento)
- al oeste con el Océano Pacífico.
- al sur con el Departamento de La Unión.
- Al este con el Cordillera de Los Andes

Luego, los límites fueron variando sucesivamente; en 1869 con la creación de los Departamentos de Colonización de Imperial, Lebu y Angol; en 1875 con la creación de la Provincia de Biobío y la nueva Provincia de Arauco. 
Desde 1887, con la creación de la Provincia de Cautín y Provincia de Malleco son los siguientes:
- al norte con la Provincia de Cautín (Departamento de Imperial y Departamento de Temuco)
- al oeste con el Océano Pacífico.
- al sur con el Departamento de La Unión.
- Al este con el Cordillera de Los Andes

Con la creación del Departamento de Villarrica
- al norte con el Departamento de Villarrica
- al oeste con el Océano Pacífico.
- al sur con el Departamento de La Unión.
- Al este con el Cordillera de Los Andes

Desde febrero de 1928:
- al norte con el Departamento de Villarrica y luego el Departamento de Pitrufquén
- al oeste con el Océano Pacífico.
- al sur con el Departamento de La Unión.
- Al este con el Cordillera de Los Andes

## Administración
La administración estaba en Valdivia. En esta ciudad se encontraba la Intendencia Provincial de Valdivia y la Municipalidad de Valdivia que se encargaba de la administración local.

Con el Decreto de Creación de Municipalidades del 22 de diciembre de 1891, se crean las siguientes municipalidades con sus sedes y cuyos territorios son las subdelegaciones detalladas a continuación:
| Municipalidad Sede | Subdelegaciones               |
| ------------------ | ----------------------------- |
| Valdivia           | 1a, Las Mercedes              |
| Valdivia           | 2a, San Francisco             |
| Valdivia           | 3a, La Teja                   |
| Valdivia           | 6a, Angachilla                |
| Valdivia           | 11a, Cabo Blanco              |
| Corral             | 4a, Corral                    |
| Corral             | 5a, Chaihuin                  |
| Quinchilca         | 7a, Calle-Calle               |
| Quinchilca         | 8a, Quinchilca                |
| Quinchilca         | 9a, Macó                      |
| San José           | 10a, Pichoi                   |
| San José           | 12a, San José de la Mariquina |
| Toltén             | 13a, Toltén                   |
| Toltén             | 14a, Pitrufquén               |
| Toltén             | 15a, Queule                   |

Forma parte de la Vigésima Segunda Agrupación Departamental: Valdivia, La Unión, Villarrica y Río Bueno.
Desde 1930, forma parte de la Vigésima Segunda Agrupación Departamental reformada: Valdivia, La Unión y Osorno.
El 28 de diciembre de 1917, en virtud del Decreto Ley N.º 4581 se crea la Municipalidad de Lanco.

## Subdelegaciones
Las subdelegaciones cuyos límites asigna el Decreto del 4 de noviembre de 1885, son las siguientes:
- 1a Las Mercedes
- 2a San Francisco
- 3a La Teja
- 4a Corral
- 5a Chaihuin
- 6a Angachilla
- 7a Calle-Calle
- 8a Quinchilca
- 9a Macó
- 10a Pichoi (Pichoy)
- 11a Cabo Blanco
- 12a San José de la Mariquina

Las subdelegaciones cuyos límites asigna el Decreto del 3 de octubre de 1879 y la Ley del 12 de marzo de 1887, son las siguientes:
- 13a Toltén
- 14a Pitrufquén
- 15a Queule

Estas últimas subdelegaciones antes de 1887, formaban parte del antiguo Departamento de Imperial de la Provincia de Arauco y con la Ley de 12 de marzo de 1887, pasaron a integrar el Departamento de Valdivia.

## Comunas y Subdelegaciones (1927)
De acuerdo al DFL 8583, el departamento estaba compuesto por las comunas y subdelegaciones con el siguiente territorio: 
- Valdivia.- Sus límites son: 
  - al norte, la línea de cumbres que limita por el Norte las hoyas de los esteros Cuchimalal y Rahue o San Ramón, desde el morro Bonifacio sobre el Océano Pacífico hasta la confluencia del estero Rahue con el río Cruces; el río Cruces, desde la confluencia del estero Rahue hasta la confluencia del río Pichoy o Iñaque; el río Pichoy o Iñaque, desde su confluencia con el río Cruces hasta su confluencia con el río Cayumapu; el río Cayumapu, desde su confluencia con el río Pichoy o Iñaque, hasta su confluencia con el estero Chancoyán; el estero Chancoyán, desde su confluencia con el río Cayumapu hasta su origen; una línea recta, desde el origen del estero Chancoyán hasta la confluencia del estero Lumaco con el río Calle-Calle, y el río Calle-Calle, desde su confluencia con el estero Lumaco hasta la Peña del Diablo.
  - Al Este, una línea recta desde la Peña del Diablo en el río Calle-Calle, hasta el lugar llamado Puente de Tierra, en el río Santo Domingo, y una línea recta, desde el lugar llamado Puente de Tierra, en el río Santo Domingo hasta el origen del estero Huichahue.
  - Al Sur, la línea de cumbres, desde el origen del estero Huichahue hasta el origen del estero Chamil; el estero Chamil, desde su origen hasta su confluencia con el río Futa; el río Futa, desde su confluencia con el estero Chamil hasta su confluencia con el río Tornagaleones; el río Tornagaleones, desde su confluencia con el río Futa hasta su confluencia con el río Valdivia, y el río Valdivia, desde su confluencia con el río Tornagaleones, hasta su desembocadura en el Océano Pacífico.
  - Al Oeste, el Océano Pacífico, desde la desembocadura del río Valdivia hasta el morro Bonifacio. La isla de Mancera no está comprendida en la comuna de Valdivia.
- Corral.- Sus límites son: 
  - Al norte el río Valdivia, desde su desembocadura en el Océano Pacífico hasta su confluencia con el río Tornagaleones, y el río Tornagaleones, desde su confluencia con el río Valdivia, hasta su confluencia con el río Futa.
  - Al Este, el río Futa, desde su confluencia con el río Tornagaleones hasta el punto llamado Tres Chiflones.
  - Al Sur, la volteada de Tres Chiflones, desde el río Futa, hasta el origen del río Chaihuín, y el río Chaihuín, desde su origen hasta su desembocadura en el Océano Pacífico.
  - Al Oeste, el Océano Pacífico, desde la desembocadura del río Chaihuín hasta la desembocadura del río Valdivia. La isla de Mancera queda comprendida en la comuna de Corral.
- Lanco.- Sus límites son: 
  - al norte, el estero Cudico, desde su confluencia con el río Cruces hasta su origen; la línea de cumbres que limita por el Norte las hoyas del río Leufucade y del lago Calafquén, desde el origen del estero Cudico hasta el Volcán Villarica, y la línea de cumbres que limita por el Sur la hoya del lago Villarrica, desde el volcán Villarrica hasta la frontera argentina.
  - Al Este, la frontera argentina, desde la línea de cumbres que limita por el Sur la hoya del lago Villarrica hasta el origen del río Guahún.
  - Al Sur, el río Guahún, desde su origen en la frontera argentina hasta su desembocadura en la laguna Pirehueico; la laguna Pirehueico, desde la desembocadura del río Guahun hasta su desagüe en el río Huí; el río Huí, desde su origen en la laguna Pirehueico hasta su confluencia con el río Neltume; el río Llanquihue, desde la confluencia de los ríos Huí y Neltume, que lo forman, hasta su desembocadura en la laguna de Panguipulli; la laguna de Panguipulli, desde la desembocadura del río Llanquihue hasta su desagüe en el río Shoshuenco; el río Shoshuenco, desde su origen en la laguna de Panguipulli hasta su desembocadura en la laguna Riñihue; la laguna Riñihue, desde la desembocadura del río Shoshuenco, hasta su desagúe en el río San Pedro, y el río San Pedro, desde su origen en la laguna Riñihue hasta su confluencia con el río Malihue.
  - Al Oeste, una línea recta, desde la confluencia de los ríos Malihue y San Pedro hasta la confluencia de los ríos Pille Coz-Coz e Iñaque; el río Pille Coz-Coz, desde su confluencia con el río Iñaque, hasta su origen en los cerros de Troltohue; el cordón de los cerros de Troltohue, desde el origen del río Pille Coz-Coz hasta el origen del estero Trama o Lliuco; el estero Trama o Lliuco, desde su origen en el cordón de los cerros de Troltohue hasta su confluencia con el río Cruces, y el río Cruces, desde su confluencia con el estero Trama o Lliuco hasta su confluencia con el estero Cudico.
- Mariquina.- Sus límites son: 
  - al norte, el río Lingue o Mehuín, desde su desembocadura en el Océano Pacífico, hasta su confluencia con la quebrada Honda de Rigán; la quebrada Honda de Rigán, desde su confluencia con el río Lingue o Mehuín hasta su origen en el cerro Tripayante; la línea de cumbres, desde el origen de la quebrada Honda de Rigán hasta el origen de la quebrada Lingue; la quebrada Lingue, desde su origen hasta su confluencia con el río Quillén o Quitraco, y el río Quillén o Quitraco, desde su confluencia con la quebrada Lingue hasta su confluencia con el río Cruces.
  - Al Este, el río Cruces, desde su confluencia con el río Quillén o Quitraco hasta su confluencia con el estero Trama o Lliuco; el estero Trama o Lliuco, desde su confluencia con el río Cruces hasta su origen en los cerros de Troltohue; el cordón de los cerros de Troltohue, desde el origen del estero Trama hasta el origen del río Pille Coz-Coz; el río Pille Coz-Coz, desde su origen hasta su confluencia con el río Iñaque o Pichoy, y una línea recta, desde la confluencia de los ríos Iñaque y Pille Coz-Coz, hasta la confluencia de los ríos San Pedro y Malihue.
  - Al Sur, el río San Pedro o Calle-Calle, desde su confluencia con el río Malihue hasta su confluencia con el estero Lumaco; una línea recta, desde la confluencia del río Calle-Calle con el estero Lumaco hasta el origen del estero Chancoyán; el estero Chancoyán, desde su origen hasta su confluencia con el río Cayumapu; el río Cayumapu, desde su confluencia con el estero Chancoyán hasta su confluencia con el río Iñaque o Pichoy; el río Iñaque o Pichoy, desde su confluencia con el río Cayumapu hasta su confluencia con el río Cruces; el río Cruces, desde su confluencia con el río Iñaque o Pichoy hasta su confluencia con el río Rahue o San Ramón, y la línea de cumbres que limita por el Norte las hoyas de los esteros Rahue o San Ramón y Cuchimalal, desde la confluencia del estero Rahue con el río Cruces hasta el morro Bonifacio, en el Océano Pacífico.
  - Al Oeste, el Océano Pacífico, desde el morro Bonifacio hasta la desembocadura del río Lingue o Mehuín.
- Lagos.- Sus límites son: 
  - al norte, el río Calle-Calle o San Pedro, desde la Peña del Diablo hasta su origen en la laguna Riñihue; la laguna Riñihue, desde el origen del río San Pedro hasta la desembocadura del río Shoshuenco; el río Shoshuenco, desde su desembocadura en la laguna Riñihue, hasta su origen en la laguna Panguipulli; la laguna Panguipulli, desde el origen del río Shoshuenco hasta la desembocadura del río Llanquihue; el río Llanquihue, desde su desembocadura en el lago Panguipulli hasta la confluencia de los ríos Neltume y Huí que lo forman; el río Huí, desde su confluencia con el río Neltume hasta su origen en la laguna Pirehueico; la laguna Pirehueico, desde el origen del río Huí hasta la desembocadura del río Guahún, y el río Guahún, desde su desembocadura en la laguna Pirehueico hasta la frontera argentina.
  - Al Este, la frontera argentina, desde el río Guahún, hasta el Portezuelo de Lago Hermoso.
  - Al Sur, el río Rupumeica o Huenaihue, desde su origen en el portezuelo de Lago Hermoso, sobre la frontera argentina, hasta su desembocadura en el lago Maihue; el lago Maihue, desde la desembocadura del río Huenaihue hasta el origen del río Caucurrupe; el río Caucurrupe, desde su origen en el lago Maihue hasta su desembocadura en el lago Ranco; el lago Ranco, desde la desembocadura del río Caucurrupe hasta la desembocadura del estero Coique: el estero Coique, desde su desembocadura en el lago Ranco hasta el lindero entre los fundos Dollinco y Santa Rosa; el lindero entre los fundos Dollinco y Santa Rosa, desde el estero Coique hasta el río Llollelhue; el río Llollelhue, desde el lindero entre los fundos Dollinco y Santa Rosa, hasta el lindero entre los fundos Huiti y Malo; el lindero entre los fundos Huiti y Malo, desde el río Llollelhue hasta el origen del estero Pichico; el estero Pichico, desde su origen hasta su confluencia con el estero de La Poza; el estero de La Poza, desde su confluencia con el estero Pichico hasta su origen; el lindero entre los fundos Malo y Manao, por una parte, y Curripeco y Lumaco por la otra, desde el origen del estero de La Poza hasta el estero Liucura; el estero Liucura, desde el deslinde entre los fundos Manao y Lumaco hasta su confluencia con el río Collileufu; el río Collileufu, desde su confluencia con el estero Liucura hasta su confluencia con el estero Huichahue, y el estero Huichahue, desde su confluencia con el río Collileufu hasta su origen.
  - Al Oeste, una línea recta, desde el origen del estero Huichahue hasta el lugar llamado Puente de Tierra en el río Santo Domingo, y una línea recta, desde el lugar llamado Puente de Tierra en el río Santo Domingo, hasta la Peña del Diablo en el río Calle-Calle.

En 1946 se crea la comuna-subdelegación de Panguipulli.